# Ancien cimetière du Sud

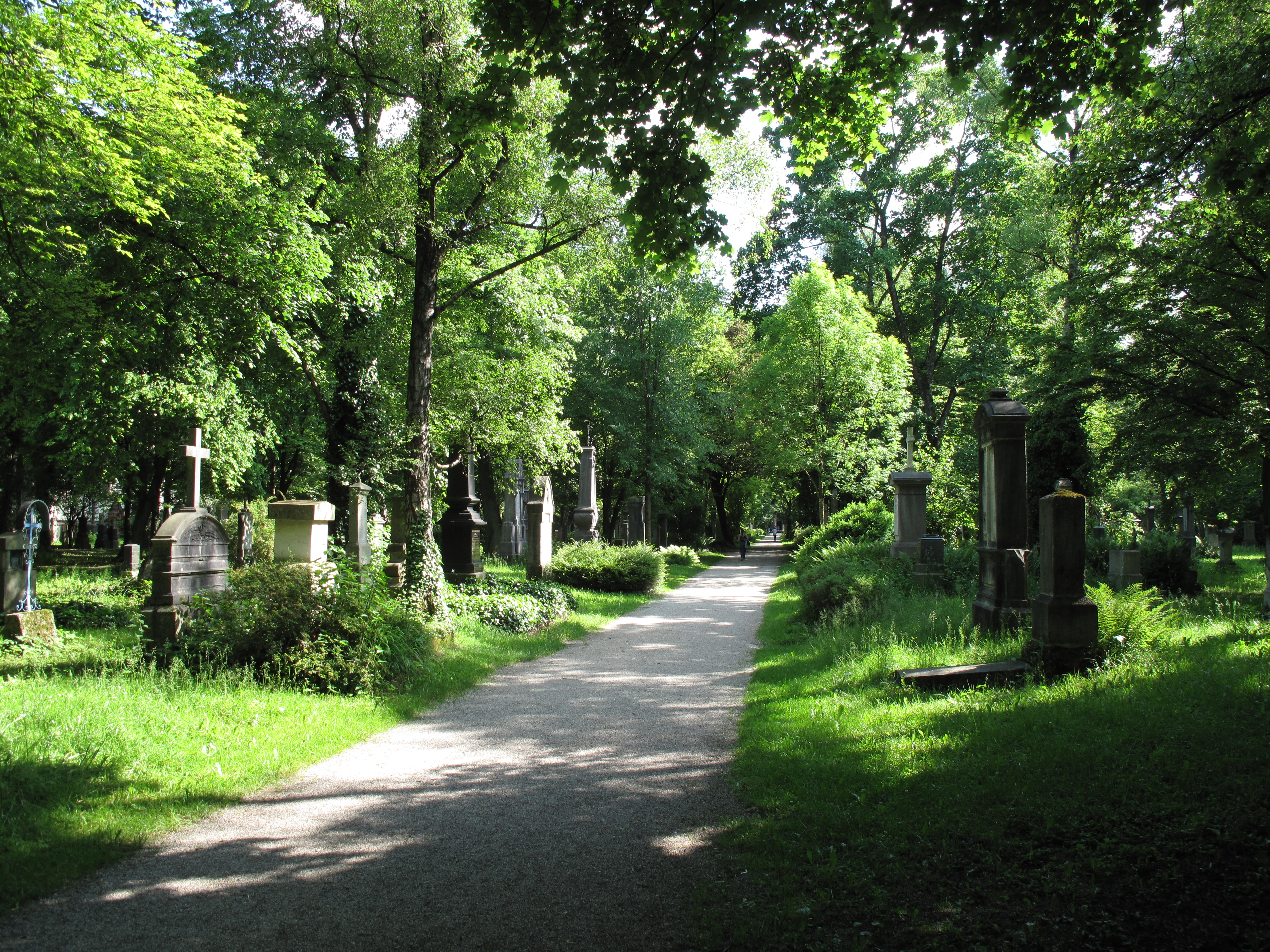
Vue d'une allée du cimetière.

L'ancien cimetière du Sud (Alter Südfriedhof) est un cimetière de Munich (Allemagne), ainsi nommé depuis la création en 1977 d'un nouveau cimetière au sud de la ville. Fondé en 1563 par le duc de Bavière Albert V après une épidémie de peste, c'est le cimetière actuel le plus ancien de Munich, le seul de 1780 (fermeture du dernier cimetière intra-muros) à 1868 (ouverture du cimetière du Nord à Schwabing) et l'on y trouve les sépultures de personnalités éminentes du XVIIIe et du XIXe siècle.

## Localisation
Il se trouve à cinq cents mètres au sud de la Sendlinger Tor, une des portes de la ville médiévale sur la muraille construite de 1285 à 1337. Il est donc très central à l'échelle de l'agglomération actuelle de Munich.
Il fait partie du quartier Ludwigsvorstadt-Isarvorstadt (faubourg de Louis et faubourg de l'Isar) et est desservi notamment par la Kapuzinerstrasse (rue des Capucins), qui traverse la rivière Isar (affluent du Danube) sur le pont Wittelsbach (Wittelsbachbrücke), situé à environ 400 mètres au sud-est du cimetière.

## Historique

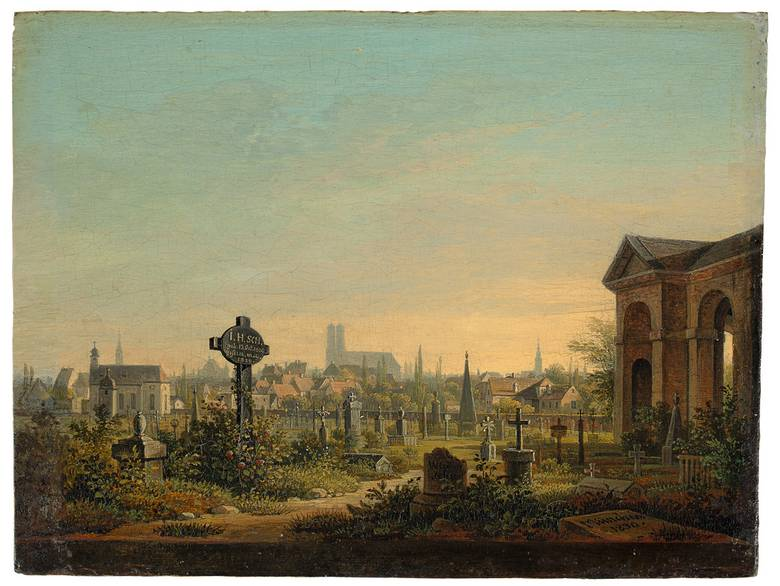
Wilhelm Scheuchzer : Der Alte Südfriedhof, 1830

Lorsque les cimetières intra-muros de Munich sont fermés par mesure d'hygiène à la fin du XVIIIe siècle, les dépouilles sont transférées dans ce cimetière, la plupart dans des fosses communes. 
En 1818, il est décidé d'y élever un monument à la mémoire de la révolte des paysans de 1705, mais il n'est inauguré qu'à la Toussaint 1831, à cause de différends de conception.
En 1844, l'architecte Friedrich von Gärtner fait agrandir le cimetière qui est réaménagé pour la plus grande partie selon le style paysager italien. 
Endommagé par les bombardements de 1944-1945, il est restauré en 1954-1955, selon les plans d'Hans Döllgast. 
C'est aujourd'hui un lieu patrimonial protégé.

## Personnalités inhumées

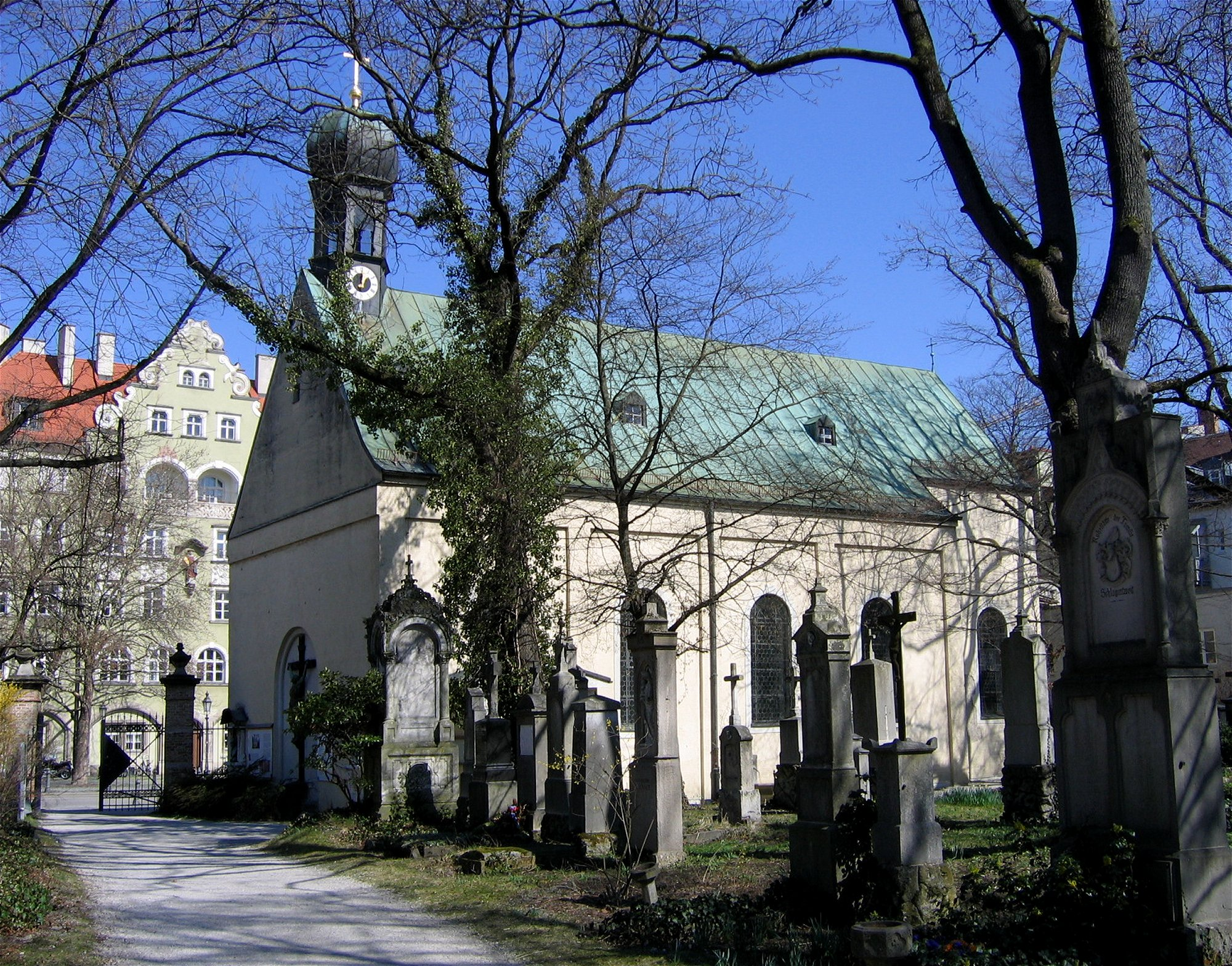
Vue de l'église Saint-Étienne.

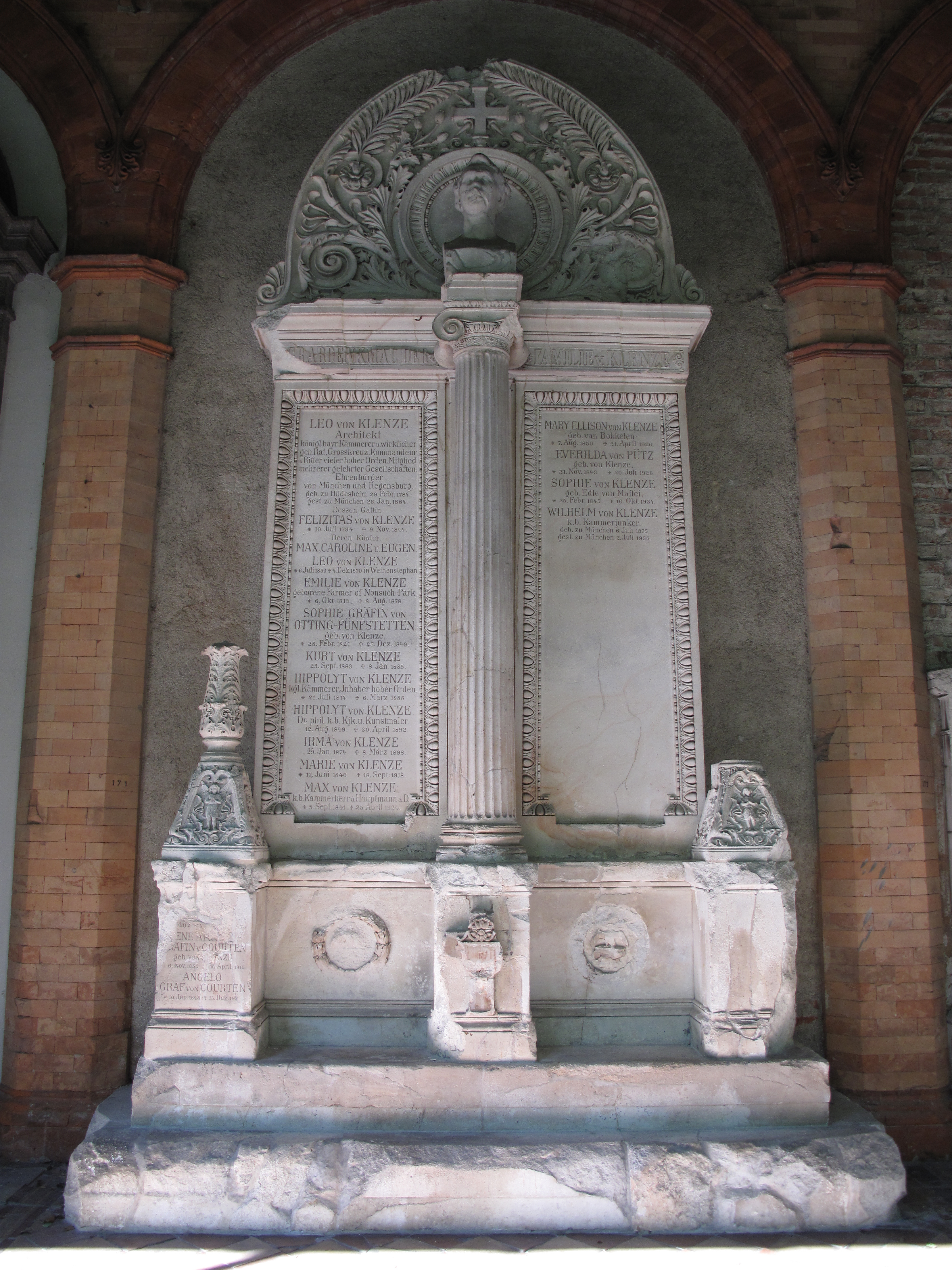
Sépulture de Leo von Klenze.

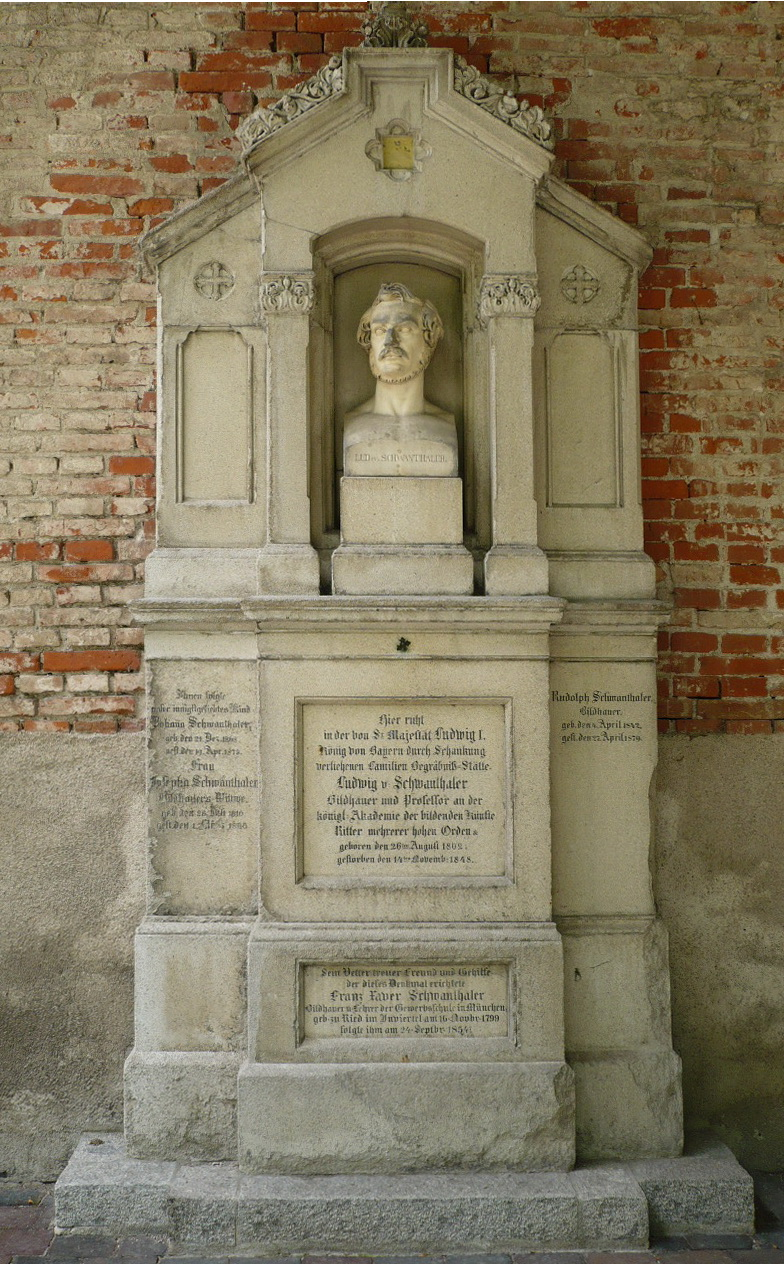
Sépulture de Ludwig Schwanthaler.

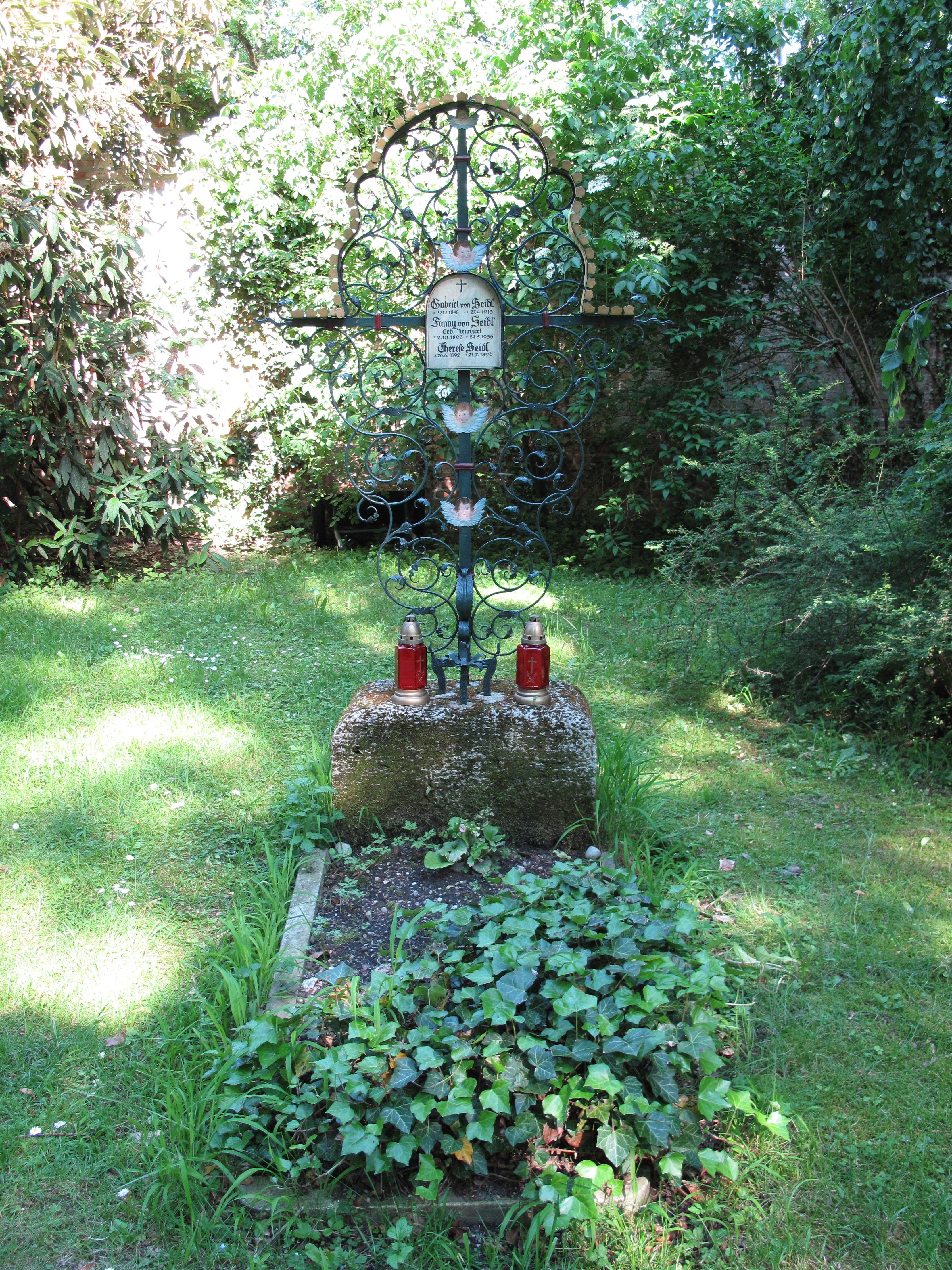
Tombe de Gabriel von Seidl.

- Karl von Abel, ministre de l’Intérieur du royaume de Bavière (de) (1788-1859)
- Albrecht Adam, peintre (1786-1862)
- Benno Adam, peintre (1812-1892)
- Heinrich Adam, peintre (1787-1862)
- Julius Adam (de), peintre (1821-1874)
- Julius Adam, peintre (1852-1913)
- Johann Kaspar Aiblinger, compositeur (1779-1867)
- Max Emanuel Ainmiller, peintre (1807-1870)
- Eugen Albert (de), chimiste (1856-1929)
- Joseph Albert, photographe (1825-1886)
- Samuel Amsler (de), peintre (1791-1849)
- Hermann Anschütz, peintre (1791-1849)
- Johann Christoph von Aretin, homme politique (1772-1824)
- Johann Georg von Aretin (de), homme politique (1770-1845)
- Joseph von Armansperg, homme politique (1787-1853)
- Ferdinand Christian Gustav Arnold, botaniste (1828-1901)
- Baron Adolph von Asch (de), ministre de la Guerre du royaume de Bavière (1839-1906)
- Ludwig Aurbacher, écrivain (1784-1847)
- Franz Xaver von Baader, philosophe (1765-1841)
- Friedrich Beck, écrivain (1806-1888)
- August von Berlepsch, apiculteur (1815-1877)
- Theodor von Bischoff, physiologiste (1807-1882)
- Roman Anton Boos (de), sculpteur (1730-1810)
- Georg Friedrich Christian Bürklein (de), architecte (1813-1872)
- Constanze Dahn, actrice (1814-1894)
- Johann Georg von Dillis, peintre paysagiste (1759-1841)
- Ignaz von Döllinger, théologien (1799-1890)
- Johann Georg Edlinger, peintre (1741-1819)
- Kaspar Ett, compositeur (1788-1847)
- Karl von Fischer, architecte (1782-1820)
- Joseph Flüggen, peintre (1842-1906)
- Ludwig Foltz, architecte, sculpteur et illustrateur (1809-1867)
- Friedrich von Gärtner, architecte (1792-1847)
- Lorenz Gedon (de), sculpteur (1844-1883)
- Charlotte von Hagn, actrice (1809-1891)
- Johann Halbig (de), sculpteur (1814-1882)
- Anton Hess, sculpteur (1838-1909)
- Peter von Hess, peintre (1792-1871)
- Wilhelm von Kaulbach, peintre (1805-1878)
- Leo von Klenze, architecte (1784-1864)
- Franz von Kobell, minéralogiste (1803-1882)
- Alexandre von Kotzebue, peintre (1815-1889)
- Franz Lachner, compositeur (1803-1890)
- Ludwig Lange, architecte et peintre (1808-1868)
- Johannes Leeb (de), sculpteur (1790-1863)
- Baron Justus von Liebig, chimiste et explorateur (1803-1873)
- August Löffler (1822-1866), peintre allemand.
- Dr Max Joseph Schleiß von Löwenfeld, médecin, chirurgien personnel de Louis II (1809-1897)
- Ernst Mayer (de), sculpteur (1796-1844)
- Jean-Baptiste Métivier, architecte (1781-1853)
- Ferdinand von Miller, fondeur et sculpteur (1813-1887)
- Karl Friedrich Neumann (de), sinologue (1793-1870)
- Eugen Napoleon Neureuther, peintre et graveur (1806-1882)
- Max Joseph von Pettenkofer, hygiéniste (1818-1901)
- Bruno Piglhein, sculpteur et peintre (1848-1894)
- Carl Rottmann, peintre paysagiste (1797-1850)
- Eduard Schleich, peintre (1813-1874)
- Johann von Schraudolph, peintre (1808-1879)
- Ludwig Schwanthaler, sculpteur (1802-1848)
- Moritz von Schwind, peintre (1804-1872)
- Friedrich Ludwig von Sckell, jardinier paysagiste (1750-1823)
- Gabriel von Seidl, architecte (1848-1913)
- Franz von Seitz, peintre (1817-1883)
- Aloys Senefelder, acteur et inventeur de la lithographie (1771-1834)
- Philipp Franz von Siebold, médecin, ethnologue et botaniste (1796-1866)
- Carl Spitzweg, peintre (1808-1885)
- Friedrich Thiersch, pédagogue (1784-1860)
- Franz Xaver Zettler, dessinateur et vitragiste (1841-1916)
- Klara Ziegler, actrice (1844-1909)

## Galerie

Ancien cimetière du Sud
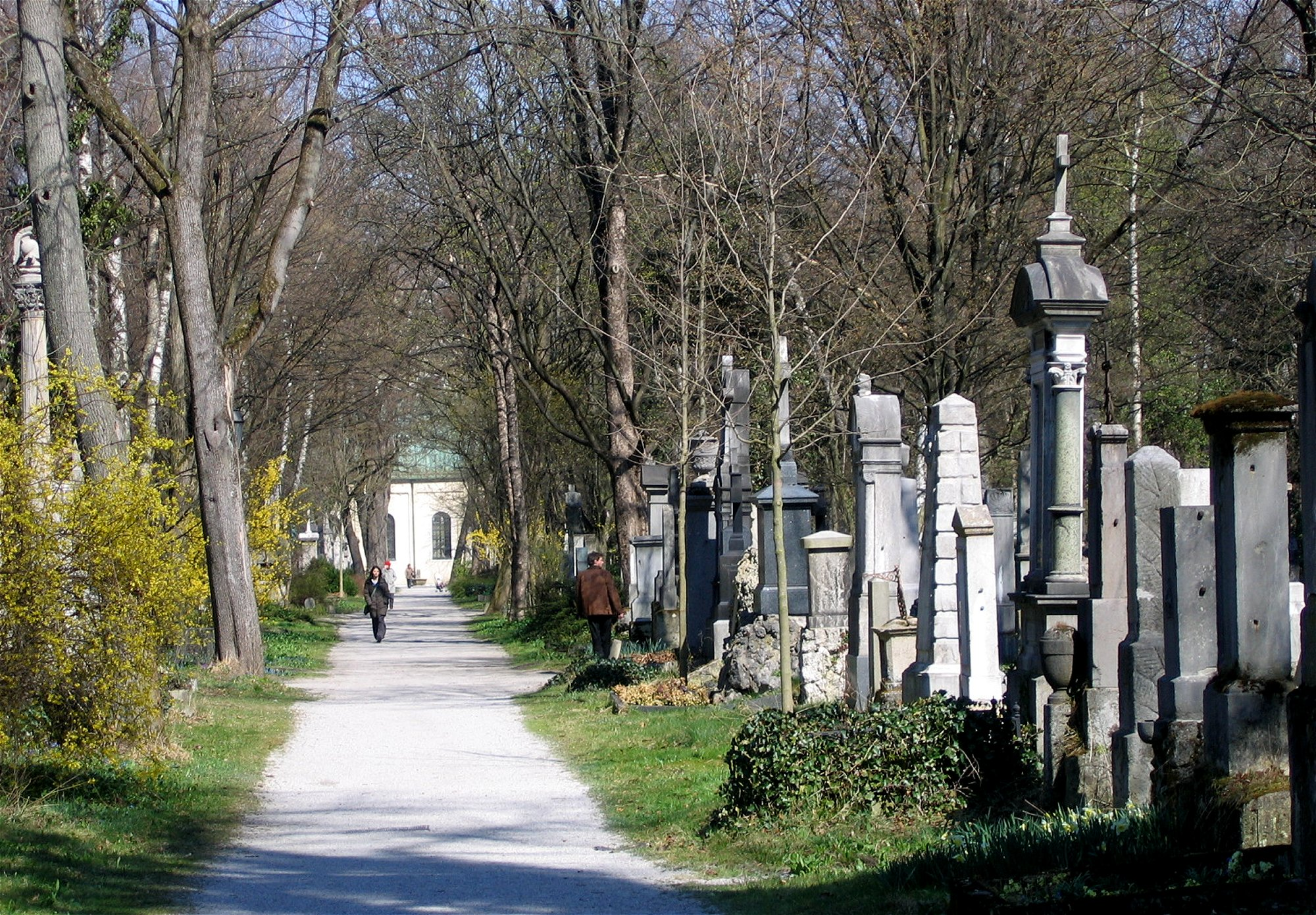
Vue d'une allée du cimetière
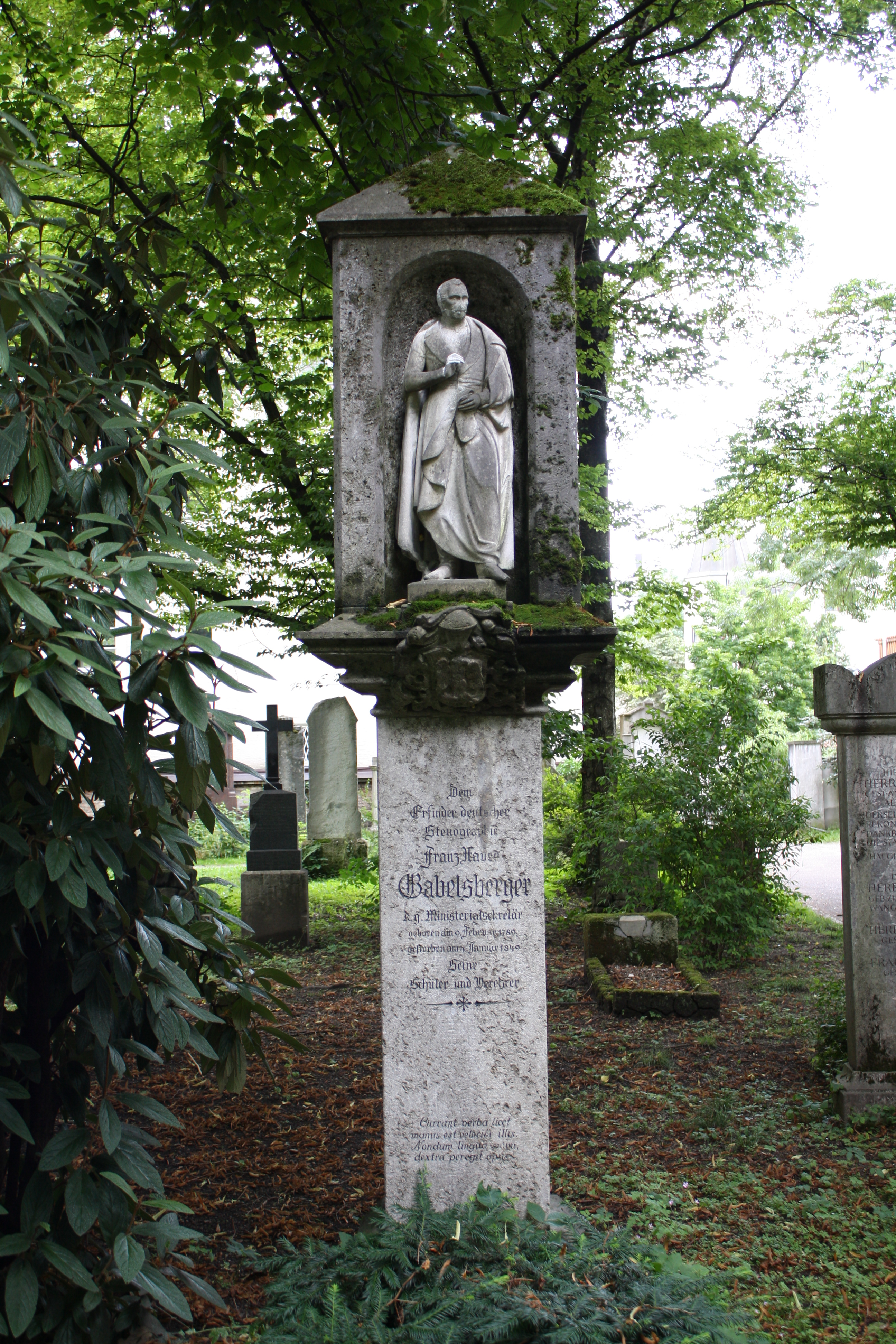
Sépulture de Franz Xaver Gabelsberger (de)
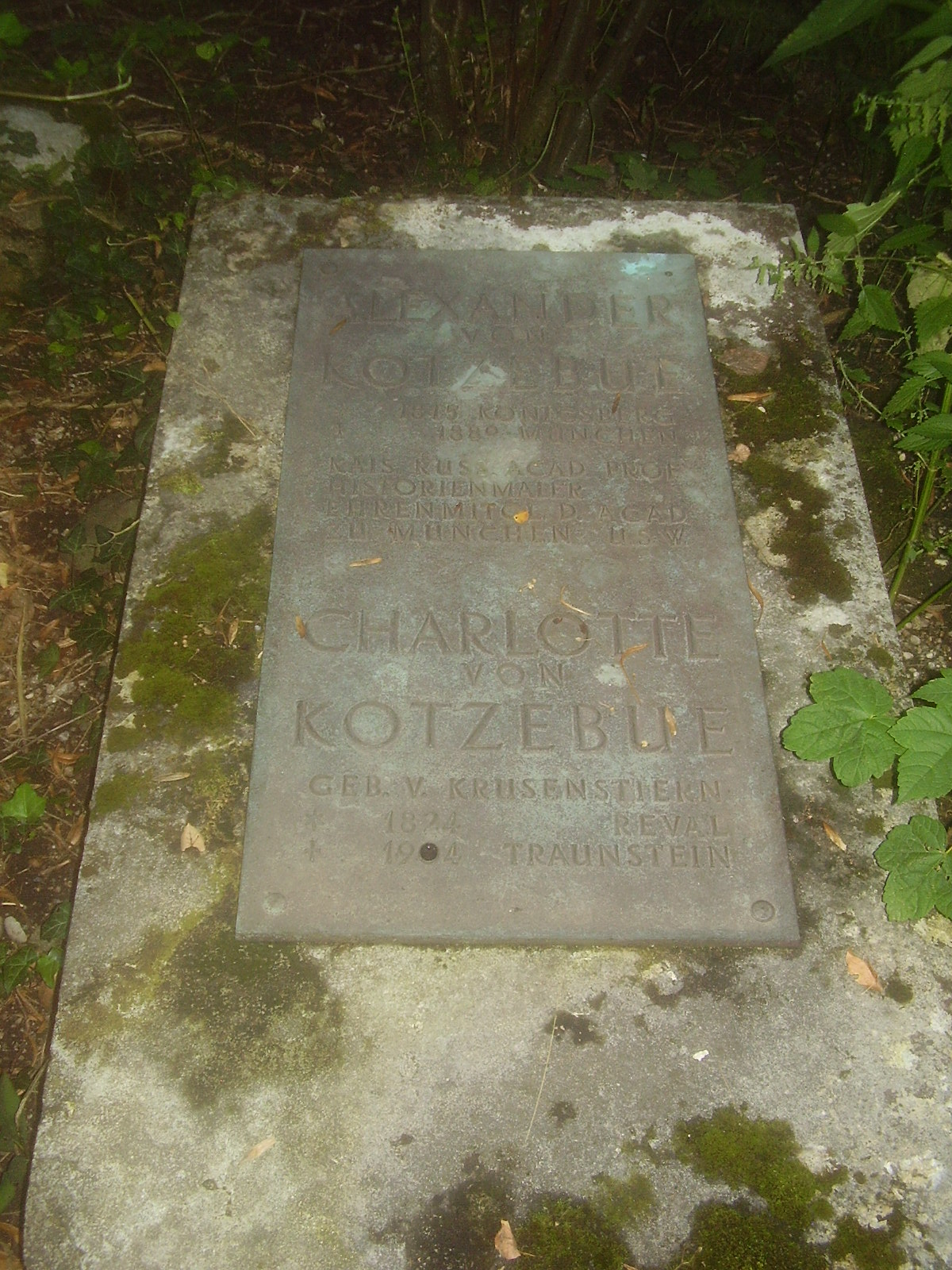
Tombe d'Alexandre von Kotzebue
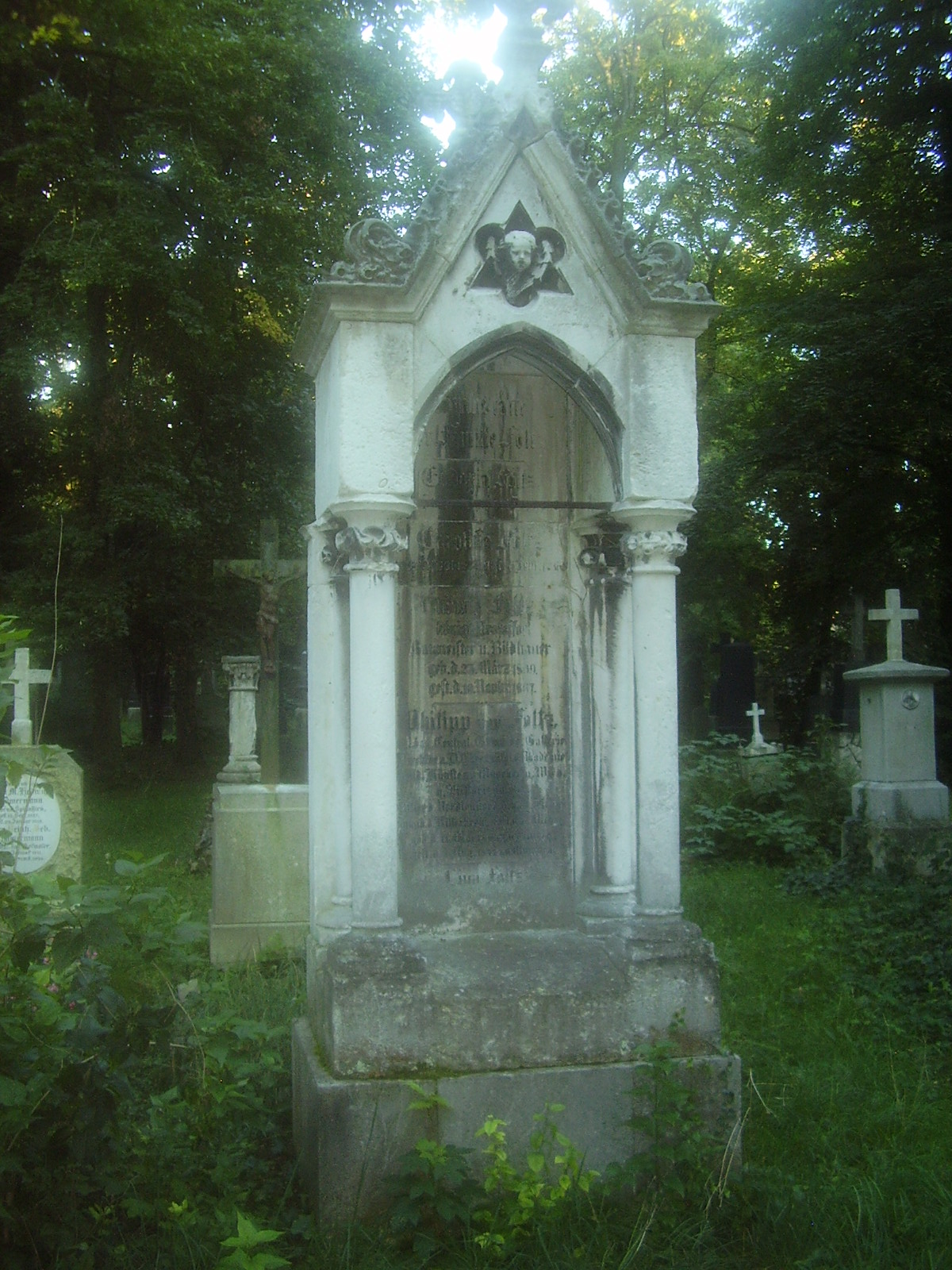
Sépulture de Ludwig Foltz
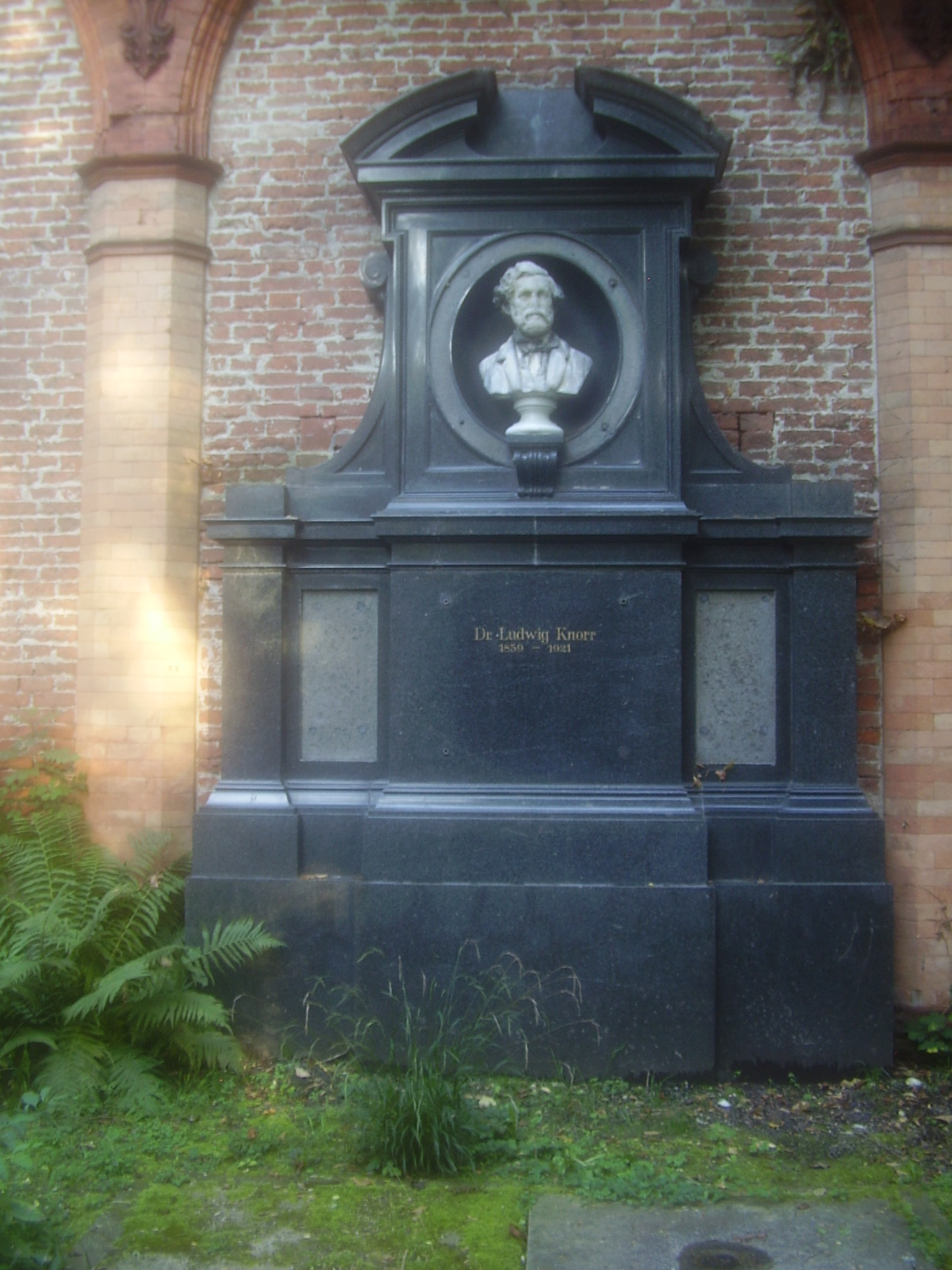
Sépulture de Ludwig Knorr
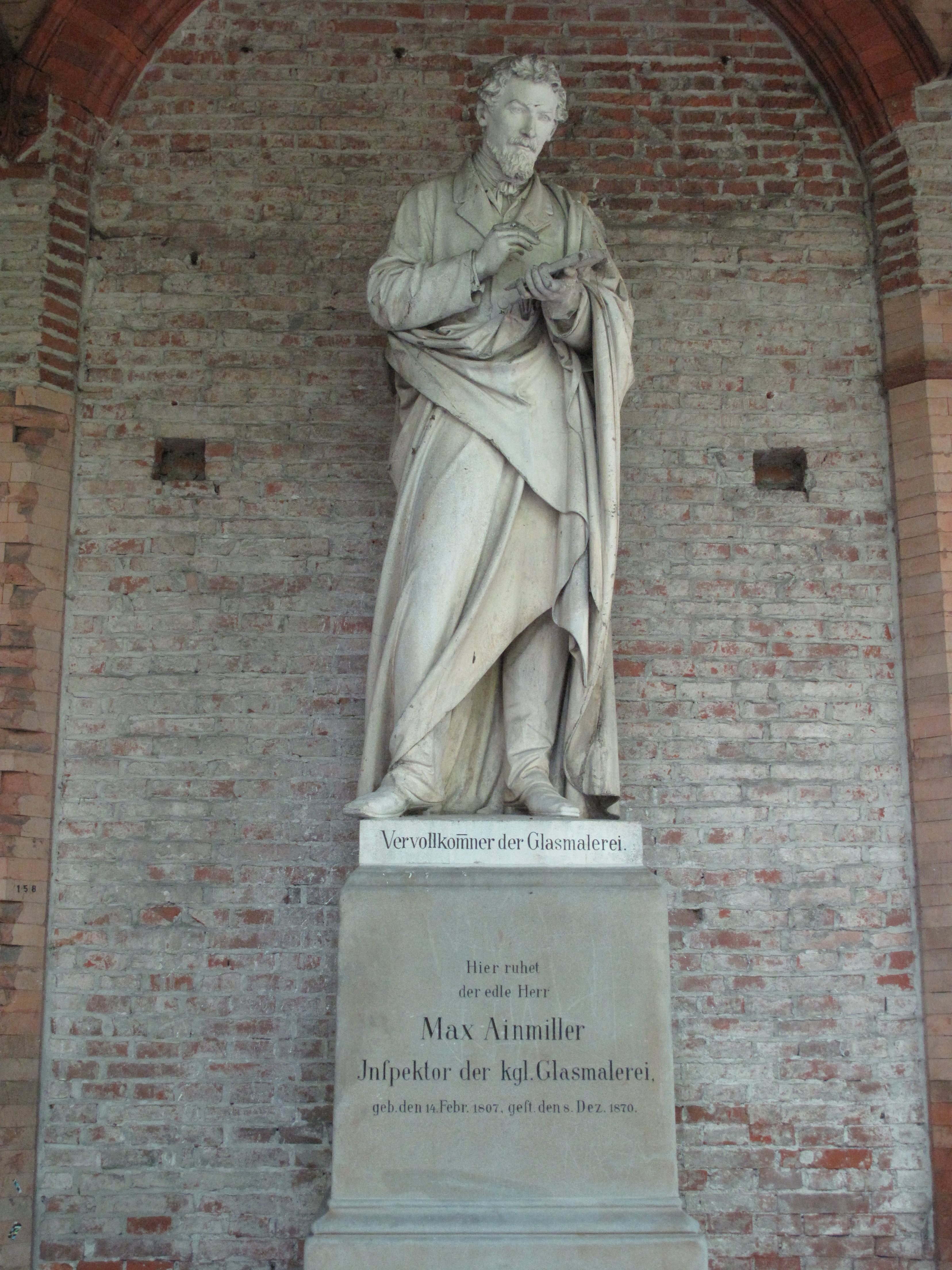
Statue de Max Emanuel Ainmiller sur sa tombe
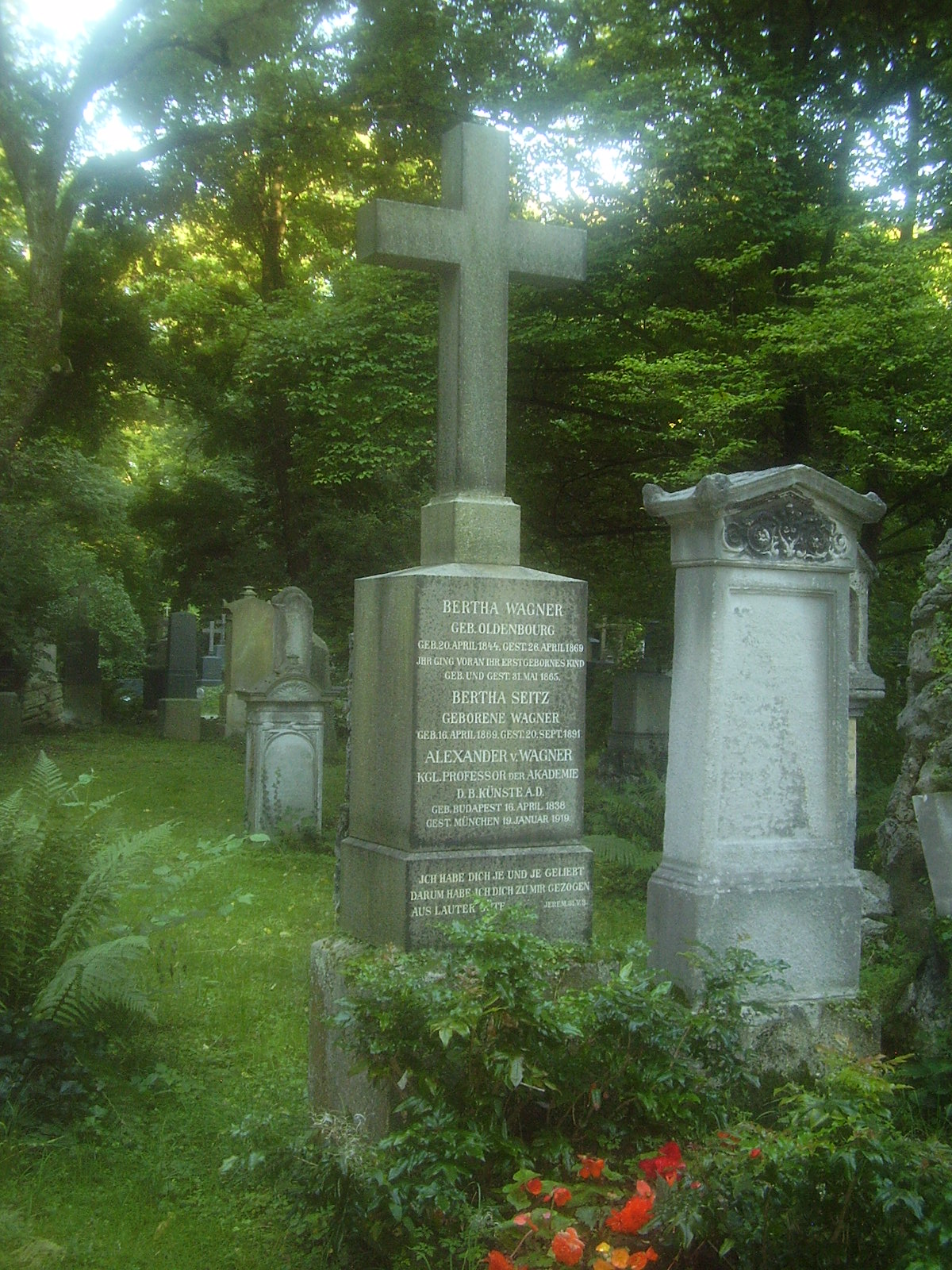
Tombe du peintre Alexander von Wagner
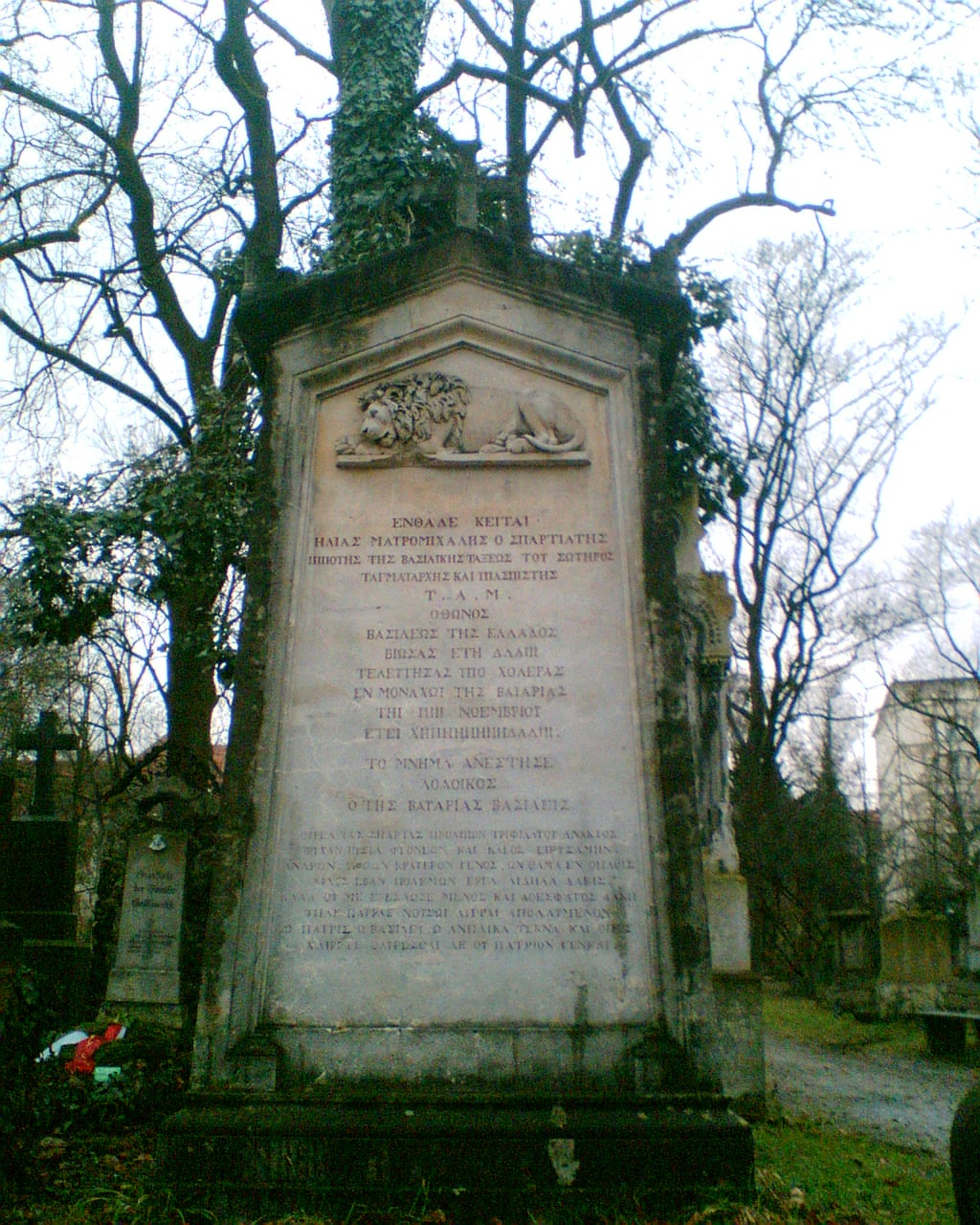
Tombe d'Elias Mavromichalis